# Годс-Лейк 23
Годс-Лейк 23 (англ. God's Lake 23) — індіанська резервація в Канаді, у провінції Манітоба, у межах невключеної частини переписної області №22.

## Населення
За даними перепису 2016 року, індіанська резервація нараховувала 982 особи, показавши скорочення на 26,8%, порівняно з 2011-м роком. Середня густина населення становила 20,9 осіб/км².
З офіційних мов обидвома одночасно володіли 5 жителів, тільки англійською — 975, а 5 — жодною з них. Усього 375 осіб вважали рідною мовою не одну з офіційних, з них усі — одну з корінних мов.
Працездатне населення становило 43,5% усього населення, рівень безробіття — 26,3%.
Середній дохід на особу становив $16 928 (медіана $11 104), при цьому для чоловіків — $13 828, а для жінок $20 874 (медіани — $4 784 та $16 704 відповідно).
19,1% мешканців мали закінчену шкільну освіту, не мали закінченої шкільної освіти — 69,5%, 11,5% мали післяшкільну освіту, з яких 33,3% мали диплом бакалавра, або вищий.
| Статево-вікова структура населення | Статево-вікова структура населення | Статево-вікова структура населення | Статево-вікова структура населення | Статево-вікова структура населення |
| ---------------------------------- | ---------------------------------- | ---------------------------------- | ---------------------------------- | ---------------------------------- |
|                                    |                                    |                                    |                                    |                                    |
| Всього                             | Всього                             | 54,9%45,1%                         |                                    |                                    |
| 0 — 14 років                       | 0 — 14 років                       |                                    | 32,8%                              | 32,8%                              |
| 15 — 64 років                      | 15 — 64 років                      |                                    | 62,6%                              | 62,6%                              |
| 65 і більше                        | 65 і більше                        |                                    | 4,6%                               | 4,6%                               |
| Середній вік (років)               | Середній вік (років)               | 28,427,0                           | 27,8                               | 27,8                               |
| Медіана (років)                    | Медіана (років)                    | 24,723,2                           | 24,0                               | 24,0                               |
| — чоловіки — жінки                 |                                    |                                    |                                    |                                    |

| Походження мешканців:     | Походження мешканців:     | Походження мешканців: | Походження мешканців: | Походження мешканців: |
| ------------------------- | ------------------------- | --------------------- | --------------------- | --------------------- |
| Походження                |                           |                       | осіб                  | %                     |
| Корінні американці        | Корінні американці        |                       | 970                   | 98.98%                |
| Інше північноамериканське | Інше північноамериканське |                       | 0                     | 0%                    |
| Європейське               | Європейське               |                       | 50                    | 5.1%                  |
| британське                | британське                |                       | 45                    | 4.59%                 |
| французьке                | французьке                |                       | 15                    | 1.53%                 |
| Азійське                  | Азійське                  |                       | 10                    | 1.02%                 |

## Клімат
Середня річна температура становить -1,3°C, середня максимальна – 21,3°C, а середня мінімальна – -28,4°C. Середня річна кількість опадів – 530 мм.
| Клімат поселення                              | Клімат поселення | Клімат поселення | Клімат поселення | Клімат поселення | Клімат поселення | Клімат поселення | Клімат поселення | Клімат поселення | Клімат поселення | Клімат поселення | Клімат поселення | Клімат поселення | Клімат поселення |
| Показник                                      | Січ.             | Лют.             | Бер.             | Квіт.            | Трав.            | Черв.            | Лип.             | Серп.            | Вер.             | Жовт.            | Лист.            | Груд.            |                  |
| Середній максимум, °C                         | −16,61           | −13,16           | −5,7             | 4,16             | 12,12            | 18,92            | 21,26            | 21,04            | 12,59            | 5,57             | −4,65            | −14,91           |                  |
| Середня температура, °C                       | −22,53           | −19,08           | −11,62           | −1,76            | 6,21             | 13,01            | 17,88            | 17,65            | 9,22             | 2,20             | −8,02            | −18,3            |                  |
| Середній мінімум, °C                          | −28,44           | −24,99           | −17,53           | −7,68            | 0,29             | 7,09             | 14,52            | 14,29            | 5,85             | −1,15            | −11,38           | −21,66           |                  |
| Норма опадів, мм                              | 21               | 17               | 22               | 25               | 43               | 66               | 87               | 78               | 62               | 47               | 35               | 27               |                  |
| Середньомісячна швидкість вітру, м/с          | 3.40             | 3.25             | 3.50             | 3.70             | 3.70             | 3.60             | 3.50             | 3.70             | 4.06             | 4.30             | 4.00             | 3.36             |                  |
| Середньомісячна сонячна радіація, кДж/м²·день | 3321             | 7080             | 12588            | 17981            | 20593            | 21179            | 20417            | 16456            | 10345            | 5685             | 3115             | 2357             |                  |
| --------------------------------------------- | ---------------- | ---------------- | ---------------- | ---------------- | ---------------- | ---------------- | ---------------- | ---------------- | ---------------- | ---------------- | ---------------- | ---------------- | ---------------- |
| Джерело:                                      |                  |                  |                  |                  |                  |                  |                  |                  |                  |                  |                  |                  |                  |